# ذا رينغ فايروس
ذا رينغ فايروس (هانغل: 링) وتعني «رينغ» ، وهي فيلم كوري جنوبي من نوع مرعب ، أنتجت سنة 1999م ، والقصة مأخوذة من كتاب رينغ للمؤلف الياباني كوجي سوزوكي.

## وصلات خارجية
- ذا رينغ فايروس على موقع IMDb (الإنجليزية)
- ذا رينغ فايروس على موقع نتفليكس (الإنجليزية)
- ذا رينغ فايروس على موقع ألو سيني (الفرنسية)
- ذا رينغ فايروس على موقع أول موفي (الإنجليزية)
- ذا رينغ فايروس على موقع فيلمافينيتي (الإسبانية)
- ذا رينغ فايروس على موقع قاعدة بيانات الفيلم (الإنجليزية)
- ذا رينغ فايروس على موقع ليتربوكسد (الإنجليزية)
- ذا رينغ فايروس على موقع كينوبويسك (الروسية)
- Snowblood Apple Ring Comparison Comparison of Ring, The Ring, and The Ring Virus movies.